# كوكبة (وحدة عسكرية)

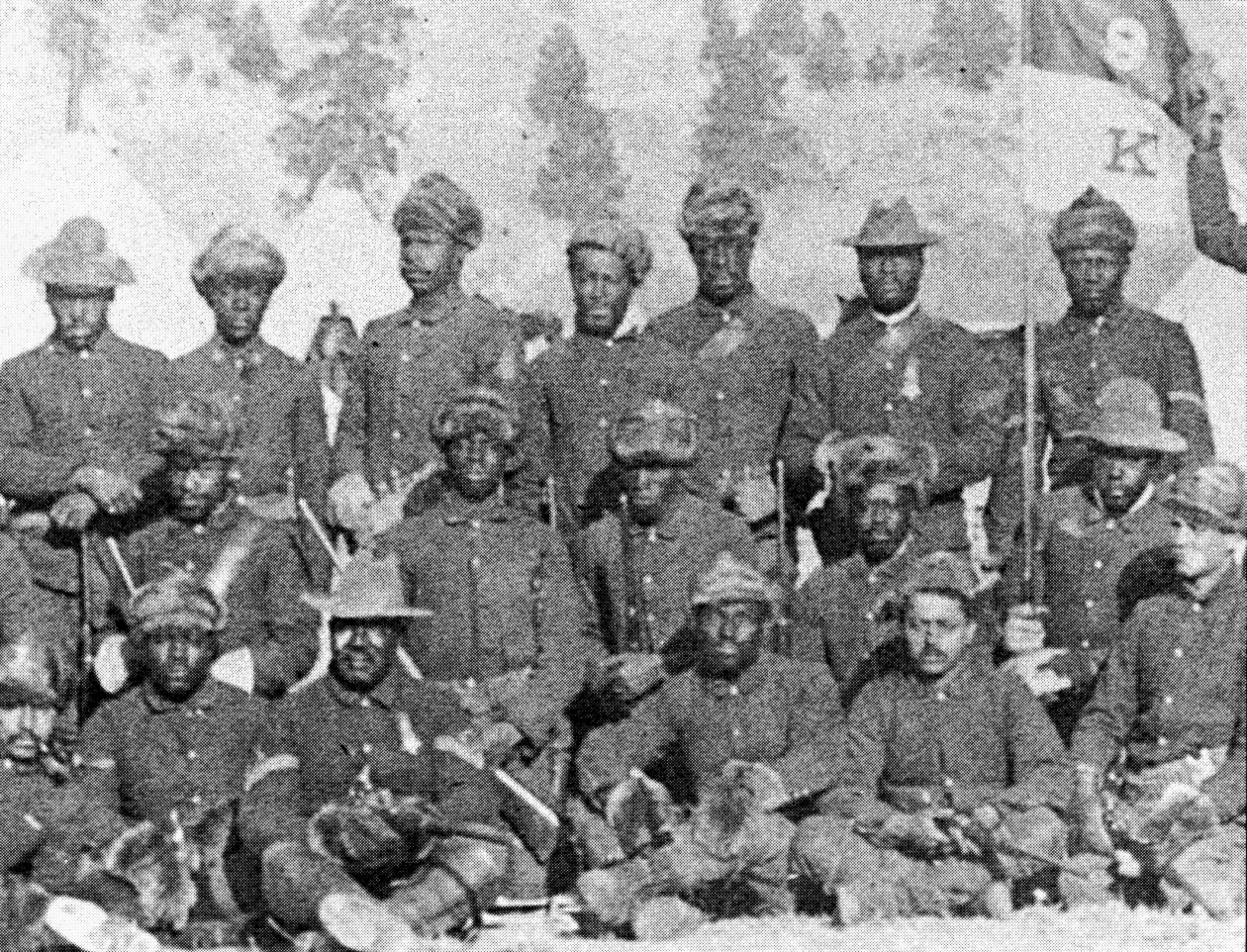
فرقة K، فوج الفرسان التاسع الأمريكي

الكوكبة (Troop) هي وحدة فرعية عسكرية صغيرة، كانت في الأصل تشكيلًا صغيرًا من الفرسان، وتتبع سربًا. في العديد من الجيوش، تعادل الكوكبة وحدة المشاة المعروفة باسم الفصيلة أو السرية. الاستثناءات هي فرسان الولايات المتحدة وفرقة الملك للمدفعية الخيالة الملكية، حيث تعادل الكوكبة وحدة بحجم سرية مشاة أو بطارية مدفعية. تاريخيًا، استخدم باقي المدفعية الخيالة الملكية مصطلح "فرقة" بنفس الطريقة، لكنهم في النهاية انسجموا مع بقية فوج المدفعية الملكي في الإشارة إلى الفرق على أنها وحدات تابعة لبطاريات المدفعية.
كثيرًا ما يُستخدم مصطلح "قوات" (Troops) للإشارة إلى الأعضاء الآخرين في الشركة أو القضية، ولكن بسبب دلالاته العسكرية، فإنه ينقل نوعًا خاصًا من العاملين المتفانين. تقليديًا، يشير مصطلح "قوات" إلى الجنود في الجيش.
يُطلق على جندي الفرسان ذي الرتبة جندي اسم "تروبر" (Trooper) في العديد من جيوش دول الكومنولث (مختصر "Tpr"، ولا يجب الخلط بينه وبين "trouper").
بمعنى آخر ذي صلة، يشير مصطلح "قوات" إلى أعضاء الجيش بشكل جماعي، كما في عبارة "القوات"؛ انظر فرقة (توضيح).

## الفرق في القوات المختلفة
اليوم، يتم تعريف الكوكبة بشكل مختلف في القوات المسلحة المختلفة.
في الجيش الأسترالي، تعادل الكوكبة وحدة بحجم فصيلة في وحدات بعض الفروع، وهي:
- طيران الجيش الأسترالي
- فيلق الدروع الملكي الأسترالي
- فيلق الإشارات الملكي الأسترالي
- فيلق النقل الملكي الأسترالي
- فيلق المهندسين الملكي الأسترالي
- فيلق المساحة الملكي الأسترالي (تم حله الآن)
- فوج المدفعية الملكي الأسترالي
- فوج القوات الجوية الخاصة (SASR)

فوج القوات الجوية الخاصة (SASR) هو الوحدة الوحيدة في فيلق المشاة الملكي الأسترالي التي تستخدم مصطلح "فرقة" للإشارة إلى عناصرها بحجم الفصيلة. فرق SASR غير معتادة أيضًا لأنها يقودها نقيب — بينما تقود معظم العناصر بحجم الكوكبة أو الفصيلة ملازم. في معظم الحالات، تشير الوحدات التي تسمي عناصر بحجم الفصيلة "فرق" إلى عناصر بحجم السرية باسم "أسراب" وعناصر بحجم الكتيبة باسم "أفواج" (تستخدم أفواج المدفعية الملكية الأسترالية مصطلح "بطارية" للعناصر بحجم السرية). الجنود في فيلق الدروع الملكي الأسترالي وSASR يحملون رتبة "تروبر"، ولكن هذا ليس الحال بالنسبة لأي فيلق أو وحدات أخرى، والتي تستخدم مصطلح "قوات".

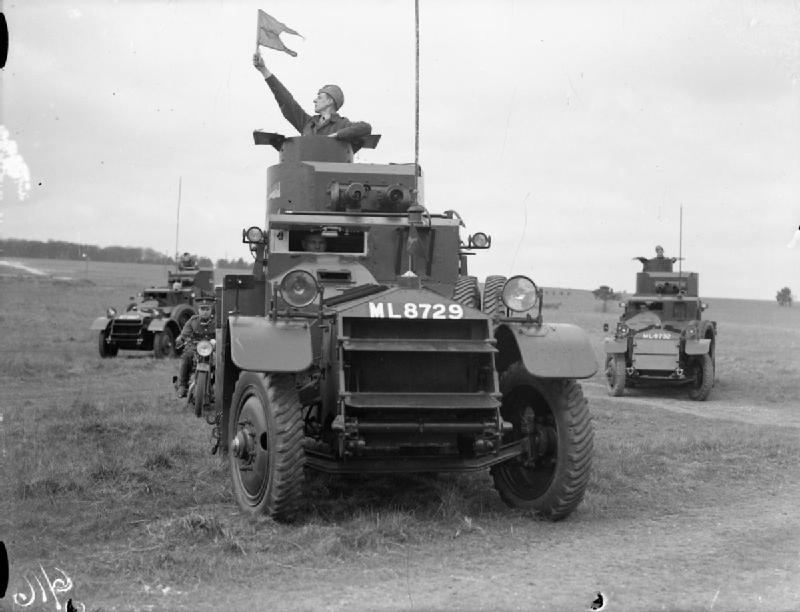
فرسان لانكستر الملكي الثاني عشر في مناورات

في الجيش البريطاني، يختلف تعريف الكوكبة حسب الفيلق.
- فرسان الحرس الملكي وفيلق الدروع الملكي: ثلاث أو أربع مركبات قتالية مدرعة يقودها ملازم، أي بشكل فعال نفس مستوى عنصر فصيلة المشاة. وحدة من مدفعين إلى أربعة مدافع أو قاذفات، أو وحدة مقر مماثلة.
- المدفعية الملكية: نصف بطارية. في المدفعية الخيالة الملكية، كانت الكوكبة تعادل بطارية في وحدات المدفعية الأخرى.
- المهندسون الملكيون، فيلق الإشارات الملكي، فيلق اللوجستيات الملكي، القوات الجوية الخاصة، وشركة المدفعية الشرفية (وسابقًا فيلق النقل الملكي): وحدة تعادل في حجمها فصيلة في الفيالق الأخرى، مقسمة إلى أقسام أو دوريات. استخدم المهندسون الملكيون وفيلق الإشارات الملكي الفصائل بدلاً من ذلك حتى بعد الحرب العالمية الثانية.

لا تستخدم الفيالق الأخرى في الجيش هذا المصطلح.
في المشاة البحرية الملكية، تعادل الكوكبة فصيلة الجيش؛ وهو إرث من تنظيم الكوماندوز البريطاني في الحرب العالمية الثانية.
في الجيش الكندي، تعادل الكوكبة فصيلة في فروع الدروع، المدفعية، المهندسين، والإشارات. تتكون الأسراب الرئيسية من فرقتين إلى أربع فرق.
في الجيش الأمريكي، في فرع الفرسان، تعادل الكوكبة سرية المشاة، ويقودها نقيب وتتكون من ثلاث أو أربع فصائل، وتُسمى فرقة داخل الفوج. تم تغيير اسم السرية إلى فرقة في عام 1883. في بعض الحالات، قد تُسمى سرية مشاة "فرقة" بسبب وجودها في سرب فرسان؛ وهذا هو الحال عادةً بالنسبة لفرقة الاستطلاع غير المدرعة (DRT) في سرب RSTA، حيث يكون عنصر بحجم سرية مشاة جزءًا من سرب فرسان.

## الفرق في المنظمات المدنية
في الولايات المتحدة، غالبًا ما يتم تقسيم قوات الشرطة الولائية إلى فرق على أساس إقليمي. جاء هذا الاستخدام من نمذجة هذه المنظمات على الجيش الأمريكي، وخاصة وحدات الفرسان القديمة. لهذا السبب نفسه، يُعرف أفراد شرطة الولاية ودوريات الطرق السريعة في معظم الولايات باسم "تروبرز" بدلاً من "ضباط".
في الكشافة، تُشكل فرقة الكشافة وحدة مكونة من كشافة أو مرشدات من نفس المنطقة تحت قيادة قائد. في حالة المرشدات، يُستخدم مصطلح "شركة" في كثير من الأحيان، وكان يستخدمه المؤسس في كتبه الأولى عن التوجيه.